# Lokomotiwny
Lokomotiwny (russisch Локомоти́вный) ist eine Siedlung städtischen Typs in der Oblast Tscheljabinsk (Russland) mit 8498 Einwohnern (Stand 14. Oktober 2010).

## Geographie
Die Siedlung liegt im östlichen Vorland des südlichen Ural, knapp 250 km Luftlinie südsüdwestlich der Oblasthauptstadt Tscheljabinsk und nur knapp 3 km südwestlich des Stadtzentrums von Kartaly, dessen Vorort es praktisch ist.
Lokomotiwny ist eine der geschlossenen Siedlungen (SATO) Russlands und als solche der Oblastverwaltung administrativ direkt unterstellt.

## Geschichte
Die Geschichte des Ortes beginnt 1963, als beschlossen wurde, bei Kartaly eine Einheit der sowjetischen Strategischen Raketentruppen zu stationieren. Die 59. Raketendivision trat ihren Dienst am 18. Dezember 1966 an. Der militärische Codename für den Stützpunkt war Kartaly-6, für die zugehörige Wohnsiedlung, deren Selbstverwaltungsorgane 1974 die Arbeit aufnahmen, auch Solnetschny.
Ab 1979 wurden bei Kartaly-6 als einem von sechs Standorten bis zu 46 Interkontinentalraketen der verschiedenen Modifikationen des Typs R-36M (von den sowjetischen Streitkräften RS-20, von der NATO SS-18 Satan genannt) stationiert, die bis Ende der 1990er-Jahre das Rückgrat der sowjetischen bzw. russischen Nuklearstreitkräfte blieben.
1992 erhielt der Ort den Status einer geschlossenen, oblastunterstellten Siedlung städtischen Typs und den heutigen Namen, der auf die Bedeutung des nahen Kartaly als Eisenbahnknotenpunkt verweist (russisch lokomotiw für Lokomotive).
Im Mai 2002 wurde im Rahmen der Mittelkürzungen für die russischen Streitkräfte und als Resultat der russisch-amerikanischen
START-II- und SORT-Verträge mit der Vernichtung der bei Lokomotiwny stationierten Raketensysteme begonnen. Ende 2005 war sie im Wesentlichen abgeschlossen; die Raketendivision wurde aufgelöst. Der bislang zur Abfederung sozialer Probleme beibehaltene Status des Ortes als „geschlossene Siedlung“ soll möglicherweise 2010 aufgehoben werden.

### Bevölkerungsentwicklung
| Jahr | Einwohner |
| ---- | --------- |
| 2002 | 10.741    |
| 2010 | 8.498     |

Anmerkung: Volkszählungsdaten

## Wirtschaft und Infrastruktur
Nach Abzug der Raketentruppen der russischen Streitkräfte ist Lokomotiwny vorrangig Wohnsiedlung mit verschiedenen Handels- und Versorgungseinrichtungen.
Die nächstgelegenen Bahnstationen sind Kartaly-1 und Kartaly-2. Am bedeutenden Eisenbahnknotenpunkt Kartaly kreuzen sich die Strecken Tscheljabinsk – Troizk – Orsk und Ufa – Magnitogorsk – kasachische Grenze (weiter Richtung Astana und Qaraghandy).